# Rocky Super Action Boxing
 (octobre 2019).
Si vous disposez d'ouvrages ou d'articles de référence ou si vous connaissez des sites web de qualité traitant du thème abordé ici, merci de compléter l'article en donnant les références utiles à sa vérifiabilité et en les liant à la section « Notes et références ».
Rocky Super Action Boxing est un jeu vidéo de boxe développé et édité par Coleco en 1983 sur ColecoVision. Basé sur le film Rocky 3, l'œil du tigre, ce jeu est le premier de la série et offre la possibilité de jouer avec Clubber Lang ou Rocky Balboa.